# Klemens Schüssling
Klemens Schüssling est un gardien de but international autrichien de rink hockey. Il évolue actuellement dans le championnat autrichien au sein du RHC Wolfurt.

## Palmarès
En 2015, il participe au championnat du monde de rink hockey en France, après avoir remporté le championnat du monde B en 2014.